# Notre-Dame de l’Assomption (Verrières-le-Buisson)

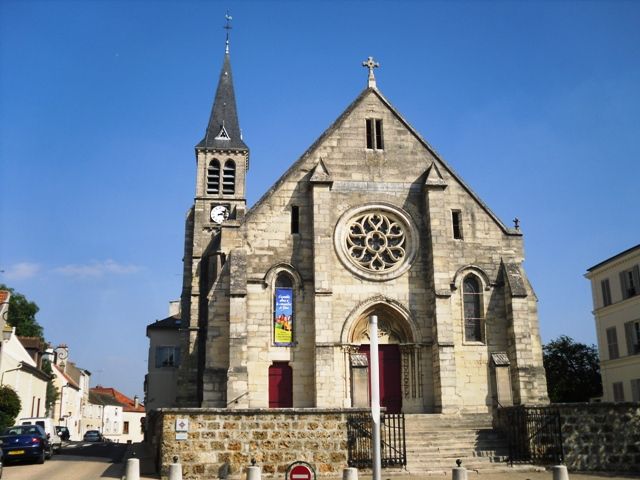
Eingangsportal der Kirche

Notre-Dame-de-l’Assomption ist eine katholische Pfarrkirche, die der Himmelfahrt der Heiligen Maria gewidmet ist. Sie befindet sich in der französischen Gemeinde Verrières-le-Buisson, etwa 14 Kilometer südwestlich von Paris.

## Lage
| \| \|                                                              |
| Lage der Kirche Notre-Dame-de-l’Assomption im Département Essonne. |
|                                                                    |

Die Kirche befindet sich im historischen Siedlungskern von Verrières-le-Buisson, nordwestlich und oberhalb des heutigen Stadtzentrums, wo sie das Tal der Bièvre und das Schloss Vaillant überragt.

## Geschichte
Die im 13. Jahrhundert errichtete Kirche wurde während des Hundertjährigen Krieges mehrfach geplündert, fiel während der Hugenottenkriege einem Großbrand zum Opfer und musste im 16. Jahrhundert wieder neu aufgebaut werden. 1881 profitierte sie von einer Restaurierungs-Kampagne, bei der Eingang und Glockenturm vollständig instand gesetzt wurden.
Seit dem 31. Januar 1972 ist die Kirche als Monument historique eingestuft und steht unter Denkmalschutz, ebenso der auf dem Platz vor der Kirche sich befindliche Kalksteinbrunnen aus der zweiten Hälfte des 19. Jahrhunderts.

## Architektur
Die Kirche wurde aus den Grundmaterialien Mühlsteinquarz und Kalkstein erbaut. Mit einem vierjochigen, spitzbögigen Hauptschiff, welches von zwei Seitenschiffen eingerahmt und einer flachen Chorapsis abgeschlossen wird, weist sie typische Merkmale der Gotik auf. Das Eingangsportal öffnet sich leicht nach Südwesten und wird von zwei Strebepfeilern sowie zwei großen Glasfenstern flankiert, darüber ist in die Fassade eine reich verzierte Rosette eingelassen. Auf dem dreieckigen Giebel des Satteldaches ragt ein steinernes Kreuz empor. Auf der Nordseite erhebt sich der quadratische Kirchturm, der an jeder Ecke von je zwei Strebepfeilern gestützt wird. Der obere Teil des Turms ist über eine Wendeltreppe in einer Tourelle zugänglich, die seitlich unterhalb der Kirchuhr angebracht ist.